# SN 1997aj
SN 1997aj – supernowa typu Ia odkryta 5 marca 1997 roku w galaktyce A105552-0359. Jej maksymalna jasność wynosiła 22,55m.